# Системи поливу

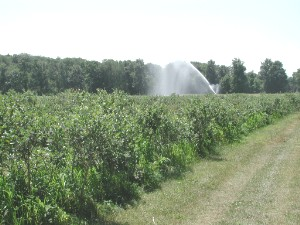
Системи поливу на полях

Систе́ми поли́ву — різноманітні інженерно-технічні комплекси, що забезпечують зрошення певної території.
Системи поливу поділяються на 2 категорії:
- ландшафтний полив
- сільськогосподарський полив.

Кожна друга система зрошення у світі — продукція Valmont Industries.

## Ландшафтний полив
Система ландшафтного поливу включає в себе певну кількість зрошувачів (роторів, спреїв або імульсників), крапельної лінії, електромагнітних клапанів або кранів (у разі ручної системи поливу), гідрантів (клапанів швидкого доступу), трубопровід (зональний, напірний), насосну станцію, накопичувальну ємність або резервуар, пульт управління (контролер).
Системи поливу ландшафту поділяються на три види:
- Системи автоматичного поливу — вмикають і вимикають усю систему, за запрограмованим заздалегідь графіком.
- Ручні системи поливу — вмикаються і вимикаються людиною за допомогою подачі води в систему.
- Комбіновані системи поливу — частина системи управляється контролером, інша частина людиною.

Системи автоматичного поливу (САП) доречно назвати «розумним дощем» створеним руками людини, яким ми можемо керувати.
САП можна розділити на 4-е етапи: проектування, складання кошторису, інсталяцію і введення в експлуатацію. Як будь-яка система інженерних комунікацій, системи поливу та туманоутворення вимагають серйозного ставлення і якісного проектування. Комплектуючі повинні бути професійно підібрані на основі типу об'єкта, умов експлуатації
Системи поливу є невід'ємною частиною для різних об'єктів, наприклад, таких як:
- газони та квітники
- парки і сади
- зимові сади і теплиці
- футбольні та гольф поля
- сільськогосподарські угіддя
- дачні ділянки
- котеджні містечка та ін.

Системи поливу розрізняють за типом:
- дощувальні
- краплинні
- комбіновані

Необхідне для поливу обладнання включає в себе: електромагнітні гідравлічні клапани, програматори, фільтри, крапельне зрошення, форсунки, датчики, регулятори, автоматичне насосне обладнання, труби, затискні фітинги та ін.
Експлуатація системи поливу проста і не вимагає особливих зусиль.
Найголовнішою перевагою САП, для зручності її користування, є дистанційне керування системою, завдяки йому ви зможете не сушити голову, як вам встигнути на ділянку, щоб увімкнути полив, або навпаки — вимкнути, коли йде дощ. Автоматичне керування не вимагає щоденної присутності людини на садибі, адже за допомогою контролера один раз задаються всі необхідні параметри — час поливу, його тривалість і частота. А датчик дощу вимкне автополив, якщо на ділянці піде дощ.
Оскільки переважна частина системи поливу виконана з практично вічного пластика і знаходиться під землею, то про неї потрібно згадувати тільки при проведенні на ділянці земельних робіт. З цією метою після закінчення всіх робіт монтажна організація повинна надати клієнтам масштабний план реальної прокладки підземної гідросистеми. Адже початковий план системи поливу, складений на перших етапах проектування, може не збігатися і відрізнятися від фактичного розташування системи під землею після виконання всіх необхідних монтажних робіт.

## Сільськогосподарський полив
Системи сільськогосподарського поливу — це переважно крапельне зрошення. Системи краплинного зрошення складаються з:
- насосної станції (помпи);
- гравійного фільтра;
- інжектора добрив;
- дискового фільтра;
- напірної магістралі;
- подаючої магістралі (лейфлет);
- краплинної трубки;
- з'єднувальних та стартових фітингів;

При використанні крапельного зрошення проводиться подача води або удобрювального розчину безпосередньо під основу рослини, що дозволяє істотно економити воду, добрива, дозволяє скоротити час поливу, перешкоджає росту бур'янів, забезпечує постійний зручний доступ до рослин, відпадає необхідність в облаштуванні канав і ариків для поливу, підвищує врожайність і швидкість визрівання.

## Системи поливу для домашніх господарств
Для поливу рослин вирощуємих у домашніх господарствах застосовують системі крапельного, автоматичного поливу та дощування.
Система крапельного полив — це система, що доставляє воду до кореневої системи дозовано. Для цього прокладають труби у міжряддях посадок та нормують подачу води.
Система автоматичного поливу — це система, що розпилює воду між рослинами по заданому алгоритму роботи.
Система дощування — це система, що імітує дощ. Вода розпилюється, потім вона осідає на рослинах у вигляді крапель чи водяного пилу, що зволожує рослину.